# Johann Franck
Johann Franck (Guben, 1º giugno 1618 – Guben, 18 giugno 1677) è stato uno scrittore tedesco.
Borgomastro di Guben e presidente della dieta regionale, è ricordato per Herr Gott, Dich loben wir, canto che celebrava la pace di Vestfalia (1648).
Fu seguace di Simon Dach e lo espresse nel Geistliche Lieder del 1672.